# Weaubleau
Weaubleau är en ort i Hickory County i Missouri. Vid 2010 års folkräkning hade Weaubleau 418 invånare.